# グラハム・ワトソン
グラハム・ワトソン（Graham Watson、1967年6月24日 - ）は、ニュージーランド・プケコヘ生まれ、イタリア国籍のチームマネージャー。
現在、フォーミュラワン・マネージメントでロス・ブラウンの補佐をしていると伝えられている。
2021年の最終戦まで、スクーデリア・アルファタウリのチームマネージャー、スポーティングディレクターを務めた。

## 経歴
幼い頃からモータースポーツに深い関心を持ち、母国ニュージーランドでのラリーイベントにドライバーおよびコ・ドライバーとして参加していた。モータースポーツに関連を携わろうと決め、メカニックとして、フォード・ワールド・ラリー・チームで働くためにイギリスに移った。最終的にワトソンはシングルシーターに切り替え、F3000でポール・スチュワート・レーシングに参加した。
その後、1996年にベネトンに、2001年にB・A・Rに入社し、F1へのステップアップを果たした。ワトソンはブラックリーのチームに8年間留まり、2009年、ホンダからブラウンGPに移行してエンジニアリングコーディネーターとしてチャンピオンシップを獲得した。
2010年、新たな挑戦を求めて、チームマネージャーとして駆け出しのロータス・レーシングに移り、チームがケータハムになり、リーフィールドに移転した後は、ジョディ・エギントン、ジェリー・ヒューズとともにチームの中心スタッフとなる。
2014年夏のチーム内の政変を経て、2014年にトロ・ロッソに移り、アルファタウリで2021年の最終戦まで、チームマネージャーおよびスポーティングディレクターを務めた。この役割は、FIAおよびスポーティングワーキンググループとの話し合いでチームを代表し、ガレージおよび物流業務を管理することであった。